# Estádio Råsunda
O Estádio Råsunda (em sueco: Råsundastadion) foi um estádio de futebol localizado em Solna, na região metropolitana de Estocolmo, Suécia. No dia 27 de novembro de 2012, 6 mil torcedores entraram em campo e começaram a demolição do estádio de maneira antológica. No mesmo dia, foi substituído pelo novo Friends Arena.
Inaugurado em 1937, o estádio contou com 35.000-36.600 lugares. O estádio foi a casa do AIK nos clássicos contra times da capital, recebendo 75% dos jogos da Seleção Sueca de Futebol em casa, junto com o Estádio Ullevi de Gotemburgo. Os dois estádios são considerados 4 Estrelas pela União das Federações Europeias de Futebol (UEFA).
Em 1958, na final da Copa do Mundo entre Suécia e Brasil, um então jovem de 17 anos, mostrava ao mundo do futebol, para que veio. Edson Arantes do Nascimento, O Rei Pelé, anotou duas vezes para o Brasil contra os donos da casa.
O maior público do estádio foi em 26 de setembro de 1965, entre Suécia e Alemanha Ocidental, com 52.943 pessoas.
O estádio foi o primeiro a receber as finais da Copa do Mundo de Futebol masculina (1958) e feminina (1995).
O jogo acontecido em 15 de agosto de 2012, Suécia 0x3 Brasil, foi confirmada como a última partida da seleção sueca no estádio, deixando, assim, de ser a casa seleção local que passará a mandar jogos na moderna Swedbank Arena.